# منداریس – بالنئاریو
منداریس - بالنئاریو (به اسپانیایی: Mondariz – Balneario) یک شهرستان در اسپانیا است که در استان پنتبدرا واقع شده‌است.

## خصوصیات
منداریس - بالنئاریو ۲٫۴ کیلومترمربع مساحت و ۷۲۶ نفر جمعیت دارد.